# بخش آلبردی
ناحیه البردی (به اسپانیایی: Alberdi Department) یک سکونتگاه مسکونی در آرژانتین است که در ایالت سانتیاگو دل استرو واقع شده‌است.

## خصوصیات
ناحیه البردی ۱۳٬۵۰۷ کیلومترمربع مساحت و ۱۵٬۶۱۷ نفر جمعیت دارد.